# 小川金之助
小川 金之助（おがわ きんのすけ、1884年〈明治17年〉5月18日 - 1962年〈昭和37年〉3月30日）は、日本の剣道家。段位称号は範士十段。

## 経歴
愛知県丹羽郡岩倉村（現・岩倉市）に生まれる。名古屋へ出て北辰一刀流　加藤貫一（加藤七左衛門の養父）に入門。
愛知県警察部に勧誘されたが、小川は警察官になる気はなく、一旦断った。「制服は着なくてもよい、試験だけは形式的に受けろ」と説得され、1903年（明治36年）、愛知県警察部に奉職。京都の大日本武徳会出張修行を命じられ、3年半修行した。
愛知県巡査教習所剣道教師を経て、1914年（大正3年）に内藤高治の要請で武道専門学校助手に就任。
1919年（大正8年）、道場「弘道館」を開く。
1929年（昭和4年）、内藤高治の死去にともない、武道専門学校教授に就任（1944年（昭和19年）まで務める）。
1934年（昭和9年）、皇太子殿下御誕生奉祝天覧武道大会特選試合に出場し、持田盛二との試合を披露。
1940年（昭和15年）、紀元二千六百年奉祝天覧武道大会特選試合に出場し、斎村五郎との試合を披露。
1957年（昭和32年）、全日本剣道連盟から剣道十段を授与される。
1959年（昭和34年）、剣道家として初の紫綬褒章を受章。
2003年（平成15年）、全日本剣道連盟剣道殿堂に顕彰される。